# 米琪·珀斯
瑪格麗特·梅琳達·「米琪」·威廉斯-珀斯（英語：Margaret Melinda "Midge" Williams-Purce，1995年9月18日—）是美國職業女子足球運動員，司職前鋒，現效力國家女子足球聯賽球隊紐澤西/紐約高譚和美國國家女子足球隊。她曾代表美國參加2022年中北美洲及加勒比海女子足球錦標賽和2024年美洲女子金盃皆獲得冠軍。
珀斯在大學時期效力哈佛緋紅女子足球隊。2017年，她參加國家女子足球聯賽大學選秀，以首輪第9順位被波士頓浪花選中，成為歷史首位效力於國家女子足球聯賽球隊的哈佛大學校友。2020年，她轉會至紐澤西/紐約高譚，並於2023年賽季幫助球隊奪下隊史首座季後賽冠軍，以及個人榮獲季後賽最有價值球員。
珀斯曾代表美國參加2012年國際足協U-17女子世界盃及2014年國際足協U-20女子世界盃。2019年，她在波特蘭荊棘打出亮眼表現後首次獲得成年國家隊徵召。

## 外部連結
- 米琪·珀斯在美國足球協會
- 米琪·珀斯在國家女子足球聯賽
- 米琪·珀斯 （页面存档备份，存于）在紐澤西/紐約高譚
- 米琪·珀斯 （页面存档备份，存于）在波特蘭荊棘
- 瑪格麗特·珀斯在哈佛緋紅女子足球隊